# ウィルフレッド・ローズ
ウィルフレッド・ローズ（英: Wilfred Rhodes、1877年10月29日 - 1973年7月8日）は、イングランド出身のクリケット選手。ポジションはオールラウンダー。